# Eugenio de Ochoa
Pour les articles homonymes, voir Ochoa.
Eugenio de Ochoa, né le 19 avril 1815 à Lezo ou Bayonne et mort le 29 février 1872  à Madrid, est un écrivain espagnol.

## Biographie
Eugenio de Ochoa y Montel est le fils de Cristóbal de Ochoa y Vílchez, officier au service de Sa Majesté Catholique, et de Francisca Montel.